# Rosario (Agusan del Sur)
Rosario è una municipalità di terza classe delle Filippine, situata nella Provincia di Agusan del Sur, nella Regione di Caraga.
Rosario è formata da 11 baranggay:
- Bayugan 3
- Cabantao
- Cabawan
- Libuac
- Maligaya
- Marfil
- Novele
- Poblacion
- Santa Cruz
- Tagbayagan
- Wasi-an